# Hradil
Hradil je priimek v Sloveniji, ki ga je po podatkih Statističnega urada Republike Slovenije na dan 1. januarja 2010 uporabljalo manj kot 5 oseb.

## Pomembni nosilci priimka
- Danila Hradil Kuplen, novinarka
- Jože Hradil (1934—2015), prevajalec hungarist, slovaropisec in urednik